# Lemma von Osgood
Das Lemma von Osgood, benannt nach William Osgood, ist eine Aussage aus der Funktionentheorie mehrerer Veränderlicher. Eine stetige in jeder Variable holomorphe Funktion ist bereits holomorph.

## Definition
Es sei {\displaystyle U\subset \mathbb {C} ^{n}} eine offene Menge im n-dimensionale komplexen Vektorraum {\displaystyle \mathbb {C} ^{n}}.  Eine Funktion {\displaystyle f\colon U\rightarrow \mathbb {C} } heißt holomorph in jeder Variablen, wenn für alle {\displaystyle j\in \{1,\ldots ,n\}} und alle {\displaystyle a_{1},\ldots ,a_{j-1},a_{j+1},\ldots ,a_{n}\in \mathbb {C} } die Funktionen
{\displaystyle \{z\in \mathbb {C} \mid (a_{1},\ldots ,a_{j-1},z,a_{j+1},\ldots ,a_{n})\in U\}\rightarrow \mathbb {C} ,\quad z\mapsto f(a_{1},\ldots ,a_{j-1},z,a_{j+1},\ldots ,a_{n})}
holomorph sind, das heißt, wenn die aus {\displaystyle f} durch Einfrieren aller bis auf eine Variable entstehenden Funktionen sämtlich holomorph sind.

## Aussage
Eine holomorphe Funktion {\displaystyle f\colon U\rightarrow \mathbb {C} } ist natürlich holomorph in jeder Variablen. Zur Umkehrung gilt das Lemma von Osgood:
- Ist {\displaystyle U\subset \mathbb {C} ^{n}} eine offene Menge und {\displaystyle f\colon U\rightarrow \mathbb {C} } eine stetige Abbildung, die holomorph in jeder Variablen ist, so ist {\displaystyle f} bereits holomorph.

## Bemerkung
Wegen der vorausgesetzten Stetigkeit kann man iterativ die cauchysche Integralformel für eine abgeschlossene Polykreis-Umgebung {\displaystyle {\overline {\Delta }}(a_{1},\ldots ,a_{n};r_{1}\ldots r_{n})\subset U} eines Punktes {\displaystyle a=(a_{1},\ldots ,a_{n})\in U} anwenden und erhält
{\displaystyle f(z_{1},\ldots ,z_{n})=\left({\frac {1}{2\pi \mathrm {i} }}\right)^{n}\int _{|a_{1}-\zeta _{1}|=r_{1}}\cdots \int _{|a_{n}-\zeta _{n}|=r_{n}}{\frac {f(\zeta _{1},\ldots ,\zeta _{n})}{(\zeta _{1}-z_{1})\cdots (\zeta _{n}-z_{n})}}\mathrm {d} \zeta _{1}\ldots \mathrm {d} \zeta _{n}}     für     {\displaystyle (z_{1},\ldots ,z_{n})\in \Delta (a_{1},\ldots ,a_{n};r_{1}\ldots r_{n})} .
Indem man, ähnlich wie in der Funktionentheorie einer Veränderlichen, den Nenner des Integranden in ein Produkt von {\displaystyle n} geometrischen Reihen um {\displaystyle a_{j}} entwickelt, erhält man eine Potenzreihenentwicklung für {\displaystyle f} um {\displaystyle (a_{1},\ldots ,a_{n})}, was den Beweis beendet.
Die Aussage aus dem Lemma von Osgood bleibt richtig, wenn man auf die Stetigkeitsvoraussetzung verzichtet. Diese Aussage ist dann deutlich schwieriger zu beweisen und als Satz von Hartogs bekannt. Für viele Anwendungen genügt aber das Lemma von Osgood, da die Stetigkeit oft klar ist.